# سمند سورن
سورِن (با کد پی۲) مدل تغییر شکل یافتهٔ سمند معمولی X7 و سمند LX است. این خودرو نخستین بار در ۱۸ بهمن ۱۳۸۵ توسط گروه صنعتی ایران خودرو رونمایی شد. ( پنج سال  پس از ارائه سمند معمولی توسط ایران خودرو)
تفاوت ظاهری این خودرو با سمند معمولی، طراحی بیرونی بدنه و آپشن‌ها قابل سفارش داشبورد جدید ستون فرمان تلسکوپی است که در صورت تصادف از داخل جمع شده و مانع از آسیب دیدن راننده می‌شود، کمتر وارد شدن صدا موتور به داخل اتاق، داشتن ۱ ایربگ در سورن معمولی و دو ایربگ در مدل ای ال ایکس، تنظیم گودی کمر صندلی‌ها جلو علاوه بر ۵ تنظیم دیگر موجود در مدل ال ایکس، تنظیم نور چراغ‌ها جلو توسط کلید از داخل، تنظیم مقدار نور صفحه کیلومتر و داشبورد، سامانه تهویه مطبوع خودکار، صندلی‌ها مدل سریر، تیوتر بلندگوها جلو، بدنه نسبت به سمند معمولی تقویت شده، چراغ‌ها عقب ال ای دی، آیینه‌های بغلی مجهز به راهنمای ال ای دی، سنسور دنده عقب، مجهز به چراغ‌های مه‌شکن جلو و عقب و…، ترمز ای بی اس و حداقل داشتن تمام امکانات سمند ال ایکس می‌باشد. 
وزن سورن معمولی ۱۲۲۰ کیلوگرم، طول آن ۴۵۳۴ میلی‌متر، عرض آن ۱۹۴۴ میلی‌متر و ارتفاع آن ۱۴۶۰ میلی‌متر است و ظرفیت صندوق عقب این خودرو ۵۰۰ لیتر است. موتور سورن تیپ یک XU7JP/L3 بوده و دارای ۴ سیلندر است. حجم موتور این خودرو ۱۷۶۱ سی‌سی و حداکثر توان آن ۱۰۰ اسب بخار است و ماکزیمم گشتاور آن ۱۵۳ نیوتن بر متر است. رینگ‌های این خودرو آلومینیمی یا فولادی ۱۵ اینچ (مانند L90 , زانتیا و پارس ELX) می‌باشد.
این خودرو در نسخه‌های صادراتی مدل ۱۳۹۴ تا ۱۳۹۵ از موتور TU5 سود می‌برد.

## نام
سورِن به معنای نام یکی خاندان‌های کهن ایرانی است.

## طراحی

### طراحی داخلی
طراحی کابین تفاوت‌هایی با سمند معمولی دارد و چیدمان قسمت مرکزی کنسول جلو تغییر کرده و بیشتر ادوات کابین در قابی عمودی قرار گرفته‌است. رنگ‌بندی تیره کابین نیز زیبا و همه پسند است. می‌توان کیفیت کابین را در رده متوسطی ارزیابی کرد. فضای کابین و صندوق بار سمند نیز برای همه ثابت شده و کاملاً به درد استفاده خانوادگی و سفرهای چندنفره می‌خورد.

### طراحی خارجی
طراخی خارجی سورن دچار تغییرات خوبی شده‌است. در این خودرو چراغ‌های جلو و عقب تغییر کرده و با وجود چراغ‌های LED نمای به روز تری (نسبت به سمند LX و سمند X7) دارد. سپرها نیز با نمای کلی خودرو هماهنگ هستند. درها با مدل‌های دیگر سمند برابر است.

## مدل‌ها

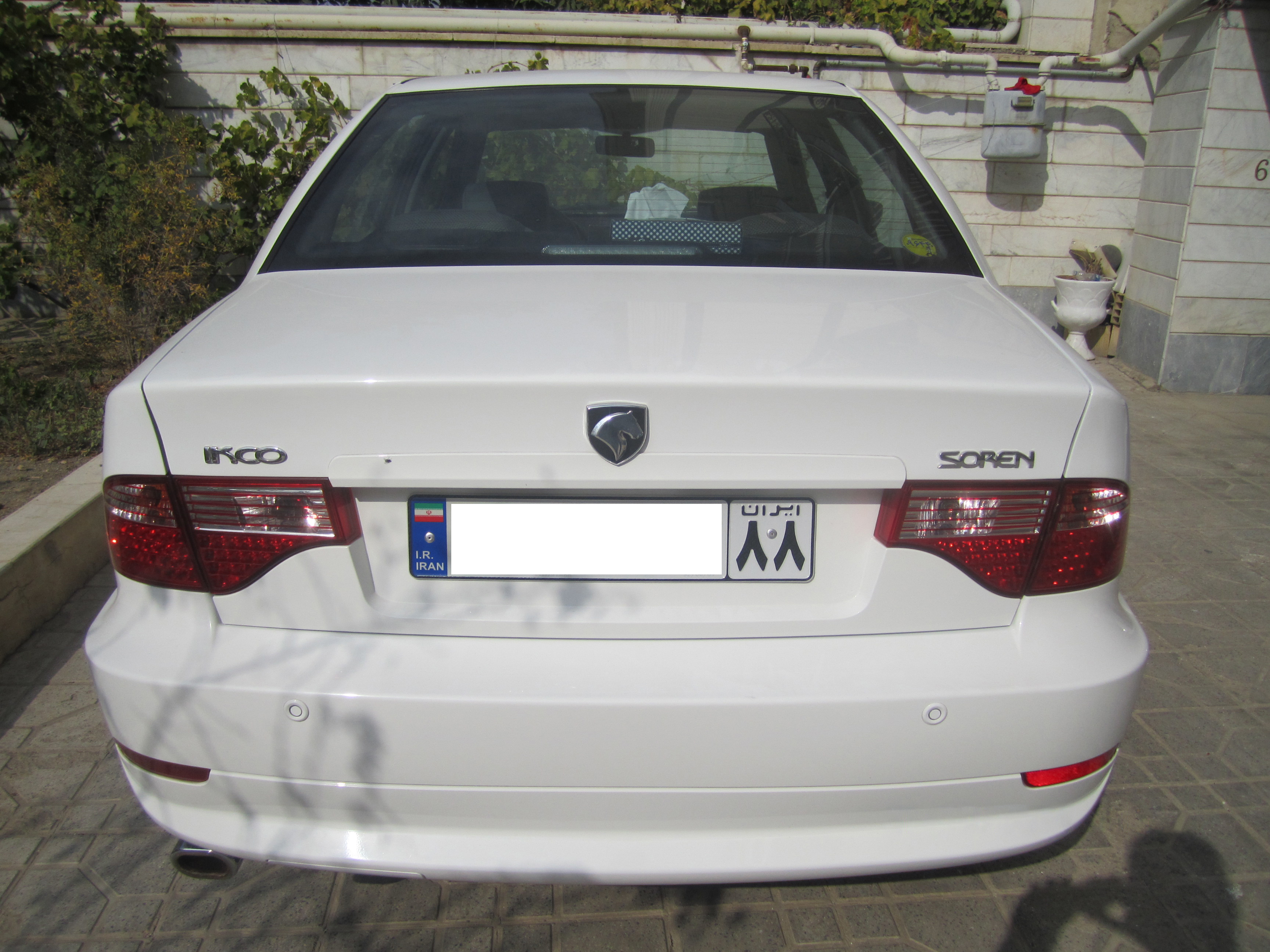
سورن ئی‌ال‌ایکس، نمای پشت

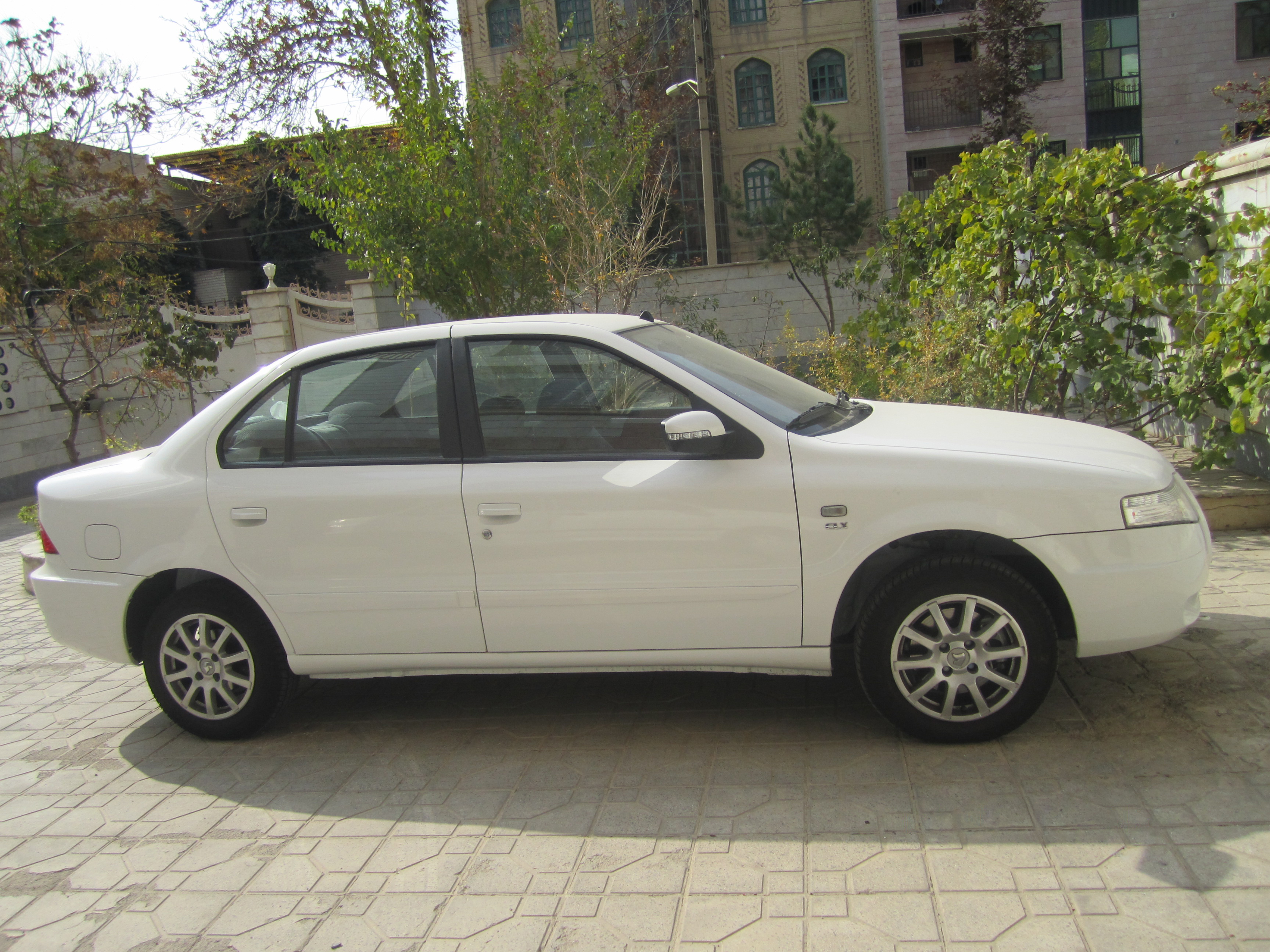
سورن ئی‌ال‌ایکس، نمای پهلو

### سورن
این مدل با داشبورد سمند معمولی عرضه شد که به کیسه هوای راننده مجهز است. این مدل اولین نسخه از سمند سورن است که در سال ۱۳۸۵ به بازار عرضه شد و در سال ۱۳۹۱ تولید این مدل متوقف شد. این مدل از موتور XU7JP/L3 عرضه شده است.

### سورن ئی‌ال‌ایکس ELX
این مدل در سال ۱۳۹۰ عرضه شد. این مدل هم با موتور XU7 و هم با موتور EF7 تولید شده‌است. در سال ۱۳۹۵ نسخه سال این مدل معرفی شد که داشبورد این خودرو تغییراتی کرد که می‌توان به پنل تهویه جدید، اضافه شدن کلیدهای کنترلی روی غربیلک فرمان، سیستم صوتی جدید با سیستم ضد سرقت و ساب‌ووفر، اضافه شدن هندزفری موبایل، شیشه بالابر برقی با آنتی‌ترپ و پاور ویندوز، آینه تاشو برقی و رینگ آلومینیومی جدید است. این مدل سپس در سال ۱۳۹۹ تولیدش متوقف شد و سورن پلاس جایگزین این خودرو شد.

### سورن ئی‌ال‌ایکسEF7 TC(توربوشارژر)
تولید سورن توربو در سال ۱۳۹۵ شروع شد. این نسخه به یک توربوشارژر مجهز شده‌است. این پیشرانه ۱٫۷ لیتری توان تولید ۱۴۸ اسب بخار قدرت را دارد و همچنین گشتاور تولید شده نیز ۲۱۵ نیوتن‌متر است. شتاب‌گیری سورن توربو در دنده یک و از دور ۲۰۰۰ به بعد، رنگ و بوی متفاوتی با سمند معمولی دارد. چرا که توربو از دور ۲۲۰۰ وارد مدار می‌شود. البته در سربالایی‌ها شاهد کمی افت کشش هستیم و برای استفاده از حداکثر قدرت، موتور باید در دور بالا نگه داشته شود. قطعات این پیشرانه توربو نسبت به یک EF7 عادی مورد بهینه‌سازی قرار گرفته و بازطراحی شده‌است. هم چنین پیشرانه با توجه به کیفیت سوخت کشور طراحی شده تا درگیر مشکل‌هایی که خودروهای توربو با بنزین بی کیفیت دارند (ناک زدن و خودسوزی) نشود. افزون بر اینها تغییراتی در ضرایب دنده‌ها داده شده و سامانه ترمز نیز مورد بازنگری قرار گرفته‌است؛ ولی با این حال که ایران خودرو ادعا می‌کند سامانه توربو این ماشین سازگار با بنزین بی کیفیت است و برخی مشخصات موتوری نسبت به EF7 معمولی نظیر رینگ پیستون‌ها و نسبت تراکم تغییر کرده ولی هنوز مشکلاتی از قبیل مشکلات منیفولد، مشکل آسیب به پره‌های توربو و همچنین روغن ریزی از شفت آن در کارکردهای پایین در این خودرو مشاهده می‌شود به علاوه بوست توربو علی‌رغم توان بیشتر پیشرانه روی PSI 5.5 قرار گرفته تا ضرایب اطمینان بیشتر و استهلاک پیشرانه کم‌تر شود. سورن توربو با دو کلاس عرضه شده است که کلاس ۱ با داشبورد قدیم تولید شده است و در کلاس ۲ با داشبورد جدید تولید شده است. تولید سورن توربو در سال ۱۳۹۷ متوقف شد.

### سورن پلاس

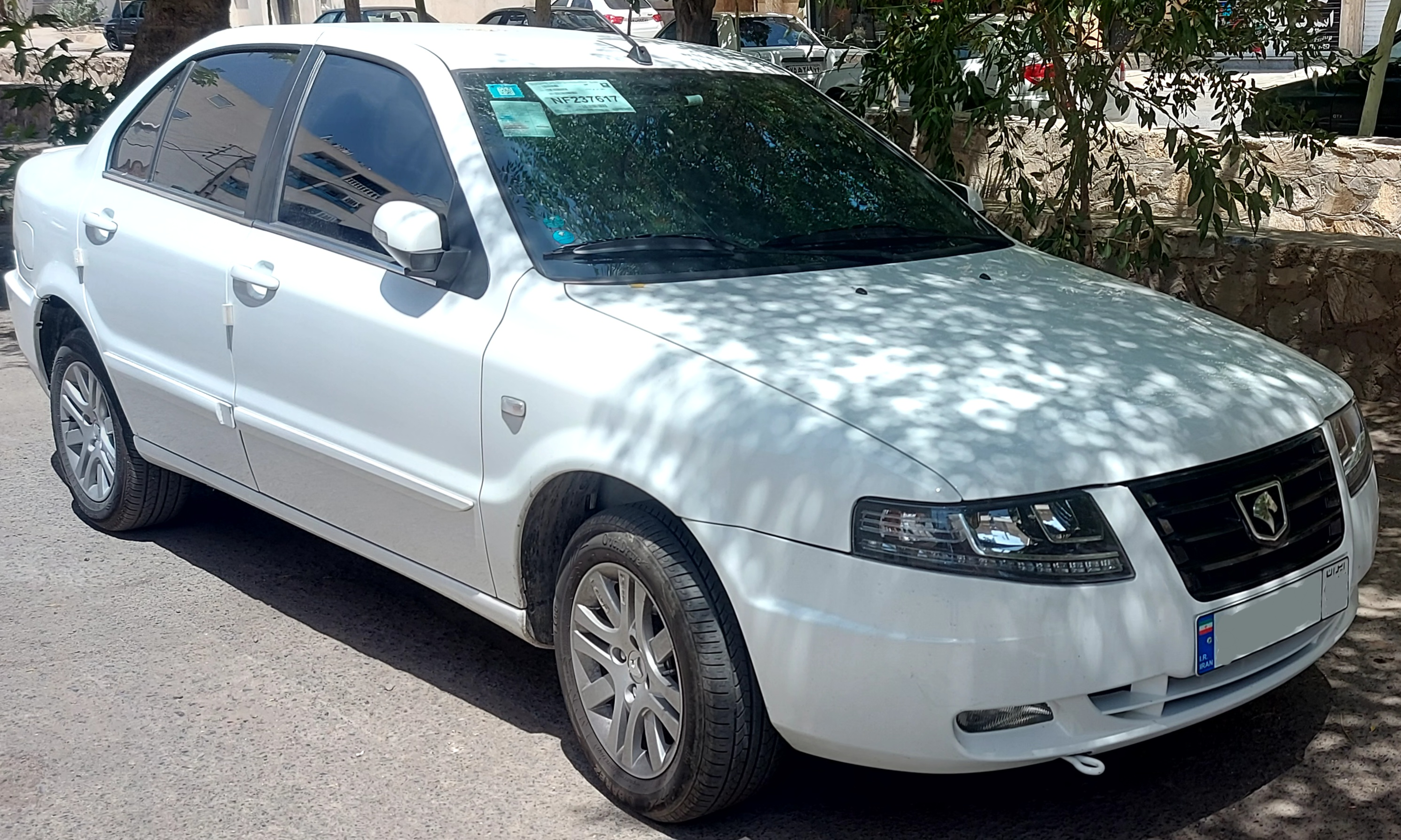
نمای جلو

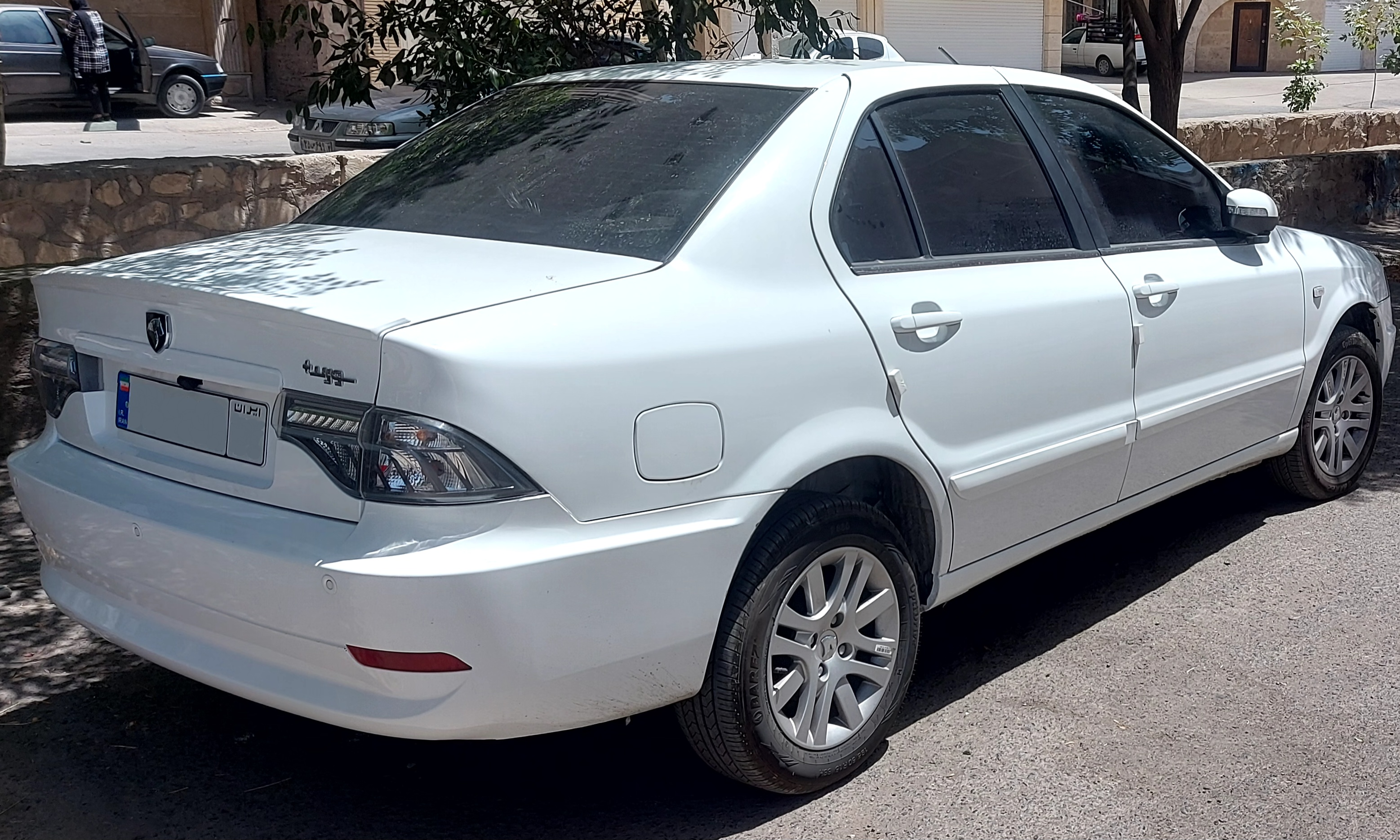
نمای عقب

سورن پلاس، به عنوان یکی از جدیدترین فیس لیفت های خودروی ملی سمند شناخته می شود. این خودرو، با وجود تلاش ایران خودرو برای نمایش آن به عنوان محصولی کاملاً جدید، در واقع ادامه ای از مسیر تکامل سمند سورن است. نمای بیرونی سمند سورن پلاس در گرافیک چراغ‌هایش مورد فیس لیفت قرار گرفته و درب‌های جانبی مشابه خودرو دنا است. جلوپنجره به رنگ مشکی براق درآمده و اسپویلر عقب بر روی صندوق اضافه شده‌است. در طراحی داخل کابین نیز طراحی قطعات دکوراتیو داشبورد و رودری‌ها تغییر کرده و به طرح فیبرکربن تیره تبدیل شده‌اند. این مدل جدید علاوه بر امکانات مدل‌های پیشین به تجهیزات جدیدتری همچون کروز کنترل و کامپیوتر سفری مجهز شده‌است. این خودرو جایگزین سورن‌های قبلی شده و در حال حاضر تنها این فیس لیفت تولید می‌شود.این مدل با موتور EF7 تنفس طبیعی اما اینبار با استاندارد یورو ۵ عرضه شد.
سورن پلاس دوگانه‌سوز با موتور EF7 در سال ۱۴۰۱ تولید و به بازار عرضه شد. سورن پلاس دوگانه‌سوز از یک مخزن گاز CNG به گنجایش ۷۵ لیتر (کپسول کوچک) و ۱۰۰ لیتر (کپسول بزرگ) استفاده می‌کند و گفتنی است که به دلیل استفاده از دریچه گاز سیمی برخلاف تمام تیپ‌های تک‌سوز فاقد کروز کنترل است. گنجایش باک سوخت سورن پلاس معمولی ۶۳ لیتر است؛ اما این رقم در نسخه دوگانه‌سوز به ۶۰ لیتر رسیده و از کپسول گاز هم استفاده می‌شود. حجم صندوق عقب هم از ۵۰۰ لیتر در نسخه معمولی، به ۳۵۰ لیتر در نسخه دوگانه‌سوز رسیده‌است.
در اواخر پاییز ۱۴۰۲، سمند سورن پلاس با موتور XU7P به بازار عرضه شد که موتور این خودرو همان موتوری است که در خودروهای وانت آریسان ۲، پژو پارس استفاده شده است که قدرت ۹۸ اسب‌بخار و گشتاور ۱۴۶ نیوتن‌متر می‌تواند تولید کند.